# Filipijnse honingzuiger
De Filipijnse honingzuiger (Cinnyris jugularis, synoniem: Nectarinia jugularis) is een zangvogel uit de familie van de honingzuigers; dit zijn vogels die foerageren op de nectar van bloemen, maar ook op insecten, vooral in de tijd dat ze jongen verzorgen.

## Taxonomie
In 1760 beschreef de Franse dierkundige Mathurin Jacques Brisson de Filipijnse Honingzuiger op grond van zoölogisch specimens verzameld op de Filipijnen. Omdat hij dat niet deed volgens de binomiale nomenclatuur, is de eerst geldige beschrijving van Linnaeus die zijn Systema Naturae voortdurend aanvulde met nieuwe beschrijvingen (en daarbij ook de auteurs van deze beschrijvingen kort vermeldde). De soortaanduiding jugularis is middeleeuws Latijn voor "tot de voorkant van de hals behorend". Later werden 21 taxa, verspreid over een groot deel va Zuidoost-Azië en Australië, als ondersoort bij deze soort ondergebracht. In 2023 verscheen een uitgebreid onderzoek aan zowel het mitochondriaal DNA van deze ondersoorten, als wel het verenkleed en het geluidenrepertoire. Hieruit bleek dat dit taxon kon worden opgesplitst in acht aparte soorten.

### Afgesplitste ondersoorten
De volgende zeven soorten zijn afgesplitst:
- Soendahoningzuiger (Cinnyris ornatus)
- Palawanhoningzuiger (Cinnyris aurora)
- Sahoelhoningzuiger (Cinnyris frenatus)
- Toekang-Besihoningzuiger (Cinnyris infrenatus)
- Floreszeehoningzuiger (Cinnyris teysmanni)
- Zuid-Molukse honingzuiger (Cinnyris clementiae)
- Mamberamohoningzuiger (Cinnyris idenburgi)

## Kenmerken
De vogel is 10 tot 11,4 cm lang. Zowel het mannetje als het vrouwtje hebben een heldergele buik en een dofbruine rug. Het volwassen mannetje heeft een staalblauwe borst, keel en voorhoofd.

## Voorkomen en leefgebied
De soort komt voor op een aantal eilanden van de Filipijnen. Er zijn drie ondersoorten: 
- C. j. obscurior: noordelijk Luzon (noordelijke Filipijnen).
- C. j. jugularis: Filipijnen (behalve noordelijk Luzon en de westelijke en zuidwestelijke eilanden).
- C. j. woodi: Sulu-eilanden (zuidwestelijke Filipijnen).

De vogel heeft zich aangepast aan menselijke bewoning en komt voor in dichtbevolkte gebieden en bouwt soms zijn nest in woningen.

## Status
De Filipijnse honingzuiger heeft een ruim verspreidingsgebied en daardoor alleen al is de kans op uitsterven uiterst gering. De grootte van de populatie is niet gekwantificeerd en er is geen aanleiding te veronderstellen dat de soort in aantal achteruit gaat. Daarom staat deze honingzuiger als niet bedreigd op de Rode Lijst van de IUCN.